# イギリスファシスト党

イギリスファシスト党 (The British Fascists) は、イギリスで最初にファシズムを標榜した政治組織で、1923年から1935年まで存続した。ウィリアム・ジョイス、ニール・フランシス・ホーキンス、アーノルド・リースらは、いずれもイギリスファシスト党の運動に、党員として、あるいは活動家として関わった経歴がある。

## 結党当初
イギリスファシスト党は、ロウサ・リントーン＝オーマン嬢によって1923年に結成された。これは、前年イタリアで、ベニート・ムッソリーニがローマ進軍によってファシスト政権を樹立したことを受けての動きであり、結成当初は党名の一部をイタリア語風にして「British Fascisti」と名乗っていた。党は、政治の世界でもほとんど注目されることはなく、ボーイスカウト運動の大人版に過ぎないと見られており、政策面でも、ムッソリーニを賞賛し、激しい反共主義を唱える以上の中身はほとんど持っていなかった。
しかし、1924年に労働党が自由党との連立で初めて政権に参加すると、左翼への反発からイギリスファシスト党に参加する者が増えた。
党員には、第一次世界大戦に従軍した退役士官や兵員が多数含まれており、保守党の集会で警備を務めたり、保守党関係者への個別接触を重ねた。これは、もともと保守党内の過激な者たちがイギリスファシスト党に転じることを企図した策だった。党が掲げた数少ない政策の一つは所得税減税で、減税をすれば富裕層がより多くの召使いを雇用するようになるので失業が解消される、という主張がなされた。なお、イギリスファシスト党は、後には協調組合主義国家を提唱するようになる。

## 1926年のゼネスト
当初のイタリア語風の党名はやがて英語に改められ (「Fascisti」が「Fascists」となった)、党の愛国的信条を強調することになった。それまで、党は党名のことで、外国の指導者たち、特にムッソリーニから資金提供を受けていると非難されることがあった。党名の変更とともに、イギリスファシスト党は政治的にも成熟を見せるようになってゆく。とりわけ、イギリスにおける共産主義化の第一歩であると認識された1926年のゼネスト後は、そうであった。
ストライキに参加しなかった労働者たちを動員するために政府が設けた供給維持機構に、イギリスファシスト党は正式な参加が許されなかった。ファシズムを放棄することが求められたためである。この結果、党の一部は分裂して、イギリス忠誠党 (the British Loyalists) と称した。
ゼネストは、イギリスファシスト党に深刻なダメージを与えることになった。ゼネストは、リントーン＝オーマンが党を立てて戦う相手としていた「ボルシェヴィキ革命」の到来を早めるような展開にはならなかった。実際のところ、ストライキはおおむね平和的、抑制的に行われたので、イギリスファシスト党は、目的も方向性も失ってしまったのである。

## 衰退
イギリスファシスト党は、貴族院の強化、参政権の制限、そして、反労働組合的な主張などを様々に展開した。1927年には、党員のために、軍服風の上着と制帽 (peaked cap) のからなる青い制服を採用した。
1931年以降は、イギリス独自のファシズムのあり方を求めるという指向性は放棄され、ムッソリーニとファシスト党の政策がそのまま採用されるようになる。しかし、競合するイギリスファシスト連盟 (BUF) が登場し、また、1930年代に一連の治安関係法が成立して制服での行動が禁じられ、集会の自由が制約されるようになると、イギリスファシスト党の基盤は著しく損なわれるようになった。リントーン＝オーマンや党首脳部は、BUFとの統合路線を拒否し続けたが、ニール・フランシス・ホーキンスが、他の2人の執行委員とともに党を割ってモズレー卿のBUFの下に走った1932年頃になると、BUFは、かつてのイギリスファシスト党の党員のほとんどは傘下に入った、と主張するほどになった。
党勢の後退を挽回しようと、党は強い反ユダヤ主義の立場を採るようになったが、「反ユダヤ主義への急速な傾斜は党が断末魔を迎えたことを示していた」。さらに、党はヒトラー政権下のドイツへの支持を公然化させた。しかし、BUFに流出した党員はあまりにも数が多く、もはや回復できない打撃となっていた。リントーン＝オーマンが1935年5月に亡くなるまで、ごく少数の党員による活動が続けられたが、同年の10月には党自体も彼女の後を追うことになった。
イギリスファシスト党は、有限会社として法人登録されていたが、清算時には資産20ポンドに対し、負債は1706ポンドに上っていた。

## 文献
- Benewick, R. (1969) Political Violence and Public Order, London: Allan Lane
- Pugh, Martin (2005)  'Hurrah for the Blackshirts!': Fascists and Fascism in Britain between the Wars, Random House
- Thurlow, R. (1998) Fascism in Britain: From Oswald Mosley's Blackshirts to the National Front, London: IB Tauris
- 長谷川公昭『世界ファシスト列伝』中央公論新社, 2004年(中公新書ラクレ) ISBN 978-4-12-150127-1